# Euphorbia helleri
Euphorbia helleri är en törelväxtart som beskrevs av Charles Frederick Millspaugh. Euphorbia helleri ingår i släktet törlar, och familjen törelväxter. Inga underarter finns listade i Catalogue of Life.